# Molineria
Molineria es un género de plantas perteneciente a la familia de las hipoxidáceas. Incluye 7 especies perennes, herbáceas, tuberosas o rizomatosas, oriundas de Asia (China, Himalaya, Nepal hasta India e Sri Lanka).

## Taxonomía
El género fue descrito por Luigi Aloysius Colla y publicado en Memorie della Reale Accademia delle Scienze di Torino 31(Hortus Ripul. App. 2): 331. 1826. La especie tipo es: Molineria plicata Colla. 

## Especies
Las especies del género, conjuntamente con la cita válida y su distribución geográfica, se listan a continuación:
- Molineria capitulata (Lour.) Herb., Amaryllidaceae: 84 (1837). Asia tropical y subtropical hasta el noreste de Queensland.
- Molineria crassifolia Baker, J. Linn. Soc., Bot. 17: 121 (1878). Nepal a China (Yunnan).
- Molineria gracilis Kurz, Ann. Mus. Bot. Lugduno-Batavi 4: 177 (1869). Nepal a sur de China.
- Molineria latifolia (Dryand. ex W.T.Aiton) Herb. ex Kurz, Tijdschr. Ned.-Indië 27: 232 (1864). China (Cantón) a Malasia. 
  - Molineria latifolia var. latifolia. China (Cantón) a Malasia.
  - Molineria latifolia var. megacarpa (Ridl.) I.M.Turner, Novon 6: 222 (1996). Tailandia a Malasia.
- Molineria oligantha C.E.C.Fisch., Bull. Misc. Inform. Kew 1932: 349 (1932). Assam.
- Molineria prainiana Deb, Bull. Bot. Surv. India 6: 77 (1965). Este del Himalaya a Assam.
- Molineria trichocarpa (Wight) N.P.Balakr., J. Bombay Nat. Hist. Soc. 63: 330 (1967). Del sur de India y Sri Lanka.